# 南非劍羚
南非劍羚，或稱南非長角羚（學名：Oryx gazella），是一種原產於非洲南部的偶蹄目，是長角羚屬（Oryx）現存的四個成員之一。分布於南非、納米比亞及博茨瓦納。

## 生理型態

### 身體
體長約150到200公分，肩高約110到130公分。體重約100到200公斤，是劍羚屬中最大型的種類。身體上覆蓋的毛是灰褐色，但臉部、腹部及四肢下部的體毛是白色。臉部中央、眼睛到嘴巴四周、咽部、前肢與後肢之間的體側、四肢的脛部及尾巴都有黑色的毛分布。
不論是雄性或是雌性都有長而直的角，其中以雄性的角較大，最長可以達到約120公分。

### 散熱機制
為了在沙漠中生存，南非劍羚可調節腦部溫度以減少水分蒸發。炎熱時，牠的鼻腔黏液會在吸入空氣時冷卻血液，隨後血液將流向海綿竇。氣溫低時，通往大腦血管的瓣膜會關閉以暫停冷卻過程。:90

## 生態
棲息於沙漠之中，以一隻強大的雄性為中心，形成約10到40匹的群體共同生活。年邁的雄性會離開群體獨自生活。南非劍羚為草食性動物，吃草或樹葉等。繁殖的形式是胎生，一次可以產下一匹幼體。繁殖期時，雄性之間會互相以角搏鬥，以競爭與某隻雌性繁殖的機會。

## 資料來源
1. ↑  IUCN SSC Antelope Specialist Group. . The IUCN Red List of Threatened Species 2008.   [2008年11月13日].
2. ↑  Jouberts, Leonie. . 國家地理雜誌. No. 237 (大石國際文化). ISSN 1608-2621.